# Paul Grant
Paul Edward Grant (Pittsburgh, 6 gennaio 1974) è un ex cestista e allenatore di pallacanestro statunitense, professionista nella NBA.

## Carriera
È stato selezionato dai Minnesota Timberwolves al primo giro del Draft NBA 1997 (20ª scelta assoluta).

## Palmarès
- All-NBDL Second Team (2002)